# Laena chileyla
Laena chileyla – gatunek chrząszcza z rodziny czarnuchowatych i podrodziny omiękowatych.
Gatunek ten został opisany w 2012 roku przez Wolfganga Schawallera.
Czarnuch o ciele długości 5,2 mm. Najszersze pośrodku przedplecze ma krawędzie boczne obrzeżone w tylnych ⅔ i płaską, błyszczącą powierzchnię pokrytą dużymi punktami. Na pokrywach brak rowków, występują tylko ułożone w rzędy punkty, wielkością zbliżone do tych na przedpleczu, większość z nich zaopatrzona jest w długie, wzniesione szczecinki. Międzyrzędy pokryw są płaskie, błyszczące i opatrzone nielicznymi, drobnymi punktami. Samiec ma wydłużone, trójkątne, ostro zwieńczone apicale edeagusa.
Chrząszcz endemiczny dla Bhutanu.